# 공룡 목록

## 용반류
- 에오랍토르 (Eoraptor) - 최근 용각형아목의 조상으로도 여겨짐.

### 수각아목(Theropora)
- 가루디미무스 (Garudimimus) - 백악기 후기에 존속한 타조공룡.
- 가소사우루스 (Gasosaurus) - 쥐라기 중기에 중국에서 서식한 수각류.
- 갈리미무스 (Gallimimus)
- 고르고사우루스 (Gorgosaurus)
- 구안롱 (Guanlong)
- 기가노토사우루스 (Giganotosaurus)
- 기간토랍토르 (Gigantoraptor) - 거대한 오비랍토르과 수각류

- 노밍기아 (Nomingia)
- 노트로니쿠스 (Nothronychus)
- 네오베나토르 (Neovenator)
- 다스플레토사우루스 (Daspletosaurus)
- 다에모노사우루스 (Daemonosaurus)
- 데이노니쿠스 (Deinonychus)
- 데이노케이루스 (Deinocheirus) - 거대한 팔을 가진 수각류
- 델타드로메우스 (Deltadromeus)
- 드로마에오사우루스 (Dromaeosaurus)
- 딜로포사우루스 (Dilophosaurus)
- 기간토티란누스 (Gigantotyrannus)
- 카니아 (Labocania) - 티라노사우루스상과에 속하는 백악기 후기 수각류.
- 라자사우루스 (Rajasaurus)
- 랍토렉스 (Raptorex)
- 리무사우루스 (Limusaurus) - 초식을 하는 수각류
- 린헤랍토르 (Linheraptor)
- 마시아카사우루스 (Masiakasaurus)
- 마준가사우루스 (Majungasaurus)
- 마푸사우루스 (Mapusaurus)
- 메가랍토르 (Megaraptor)
- 메갈로사우루스 (Megalosaurus)
- 메갑노사우루스 (Megapnosaurus)
- 메이 (Mei) - 중국에서 살던 수각류
- 모노니쿠스 (Mononykus)
- 모놀로포사우루스 (Monolophosaurus)
- 미크로랍토르 (Microraptor)
- 바리랍토르 (Variraptor)
- 바리오닉스 (Baryonyx)
- 발라우르 (Balaur)
- 베이피아오사우루스 (Beipiaosaurus)
- 벨로키랍토르 (Velociraptor)
- 부이트레랍토르 (Buitreraptor)
- 사우로니옵스 (Sauroniops) - 카르카로돈토사우루스과에 속하는 수각류
- 사우로르니톨레스테스 (Saurornithoides)
- 사우로르니토이데스 (Saurornitholestes)
- 사우로파가낙스 (Saurophaganax)
- 수코미무스 (Suchomimus)
- 스토케소사우루스 (Stokesosaurus)
- 스트루티오미무스 (Struthiomimus)
- 스피노사우루스 (Spinosaurus)
- 시아모티라누스 (Siamotyrannus)
- 신랍토르 (Sinraptor)
- 아벨리사우루스 (Abelisaurus)
- 아비아티란니스 (Aviatyrannis)
- 아에로스테온 (Aerosteon)
- 아우스트랄로베나토르 (Australovenator)
- 아우스트로랍토르 (Austroraptor)
- 아크로칸토사우루스 (Acrocanthosaurus)
- 알렉트로사우루스 (Alectrosaurus)
- 알로사우루스 (Allosaurus)
- 알리오라무스 (Alioramus)
- 알바레즈사우루스 (Alvarezsaurus)
- 알베르토사우루스 (Albertosaurus)
- 양추아노사우루스 (Yangchuanosaurus)
- 에드마르카 (Edmarka)
- 에오드로마에우스 (Eodromaeus)
- 에오시노프테릭스 (Eosinopteryx) - 몸길이가 30cm정도인 트로오돈과 수각류
- 에우스트렙토스폰딜루스 (Eustrepstospondylus)
- 에피덱시프테릭스 (Epidexipteryx) -꼬리깃털을 제외하면 몸길이가 25cm이다.
- 엘라프로사우루스 (Elaphrosaurus)
- 오르니토미무스 (Ornithomimus)
- 오르니톨레스테스 (Ornitholestes)
- 오비랍토르 (Oviraptor)
- 옥살라이아 (Oxalaia) - 몸길이가 15m가 넘는 스피노사우루스과 수각류 (최근 스피노사우루스라고 밝혀짐)
- 유타랍토르 (Utahraptor)
- 윰기토사우루스 ( Umgitosaurus)
- 이-비막을 가지고 있었던 수각류
- 유티라누스 (yutyranus)
- 주청티라누스 (Zhuchengtyrannus) - 거대한 중국의 티라노사우루스과 수각류
- 주파이사우루스 (Zupaysaurus)
- 쥐라티란트 (Juratyrant)
- 카르노타우루스 (Carnotaurus)
- 카르카로돈토사우루스 (Carcharodontosaurus)
- 카에나그나투스 (Caenagnathus) -키로스테노테스(Chirostenotes)의 미성체?
- 칸 (Khaan)
- 케라토니쿠스 (Ceratonykus)
- 케라토사우루스 (Ceratosaurus)
- 코엘로피시스 (Coelophysis)
- 코일루루스 (Coelurus)
- 콩코랍토르 (Conchoraptor)
- 콘카베나토르 (Concavenator)
- 콜 (Kol)
- 콤프소그나투스 (Compsognathus)
- 크리스타투사우루스 (Cristatusaurus) - 스피노사우루스과 수각류
- 크리올로포사우루스 (Cryolophosaurus)
- 키로스테노테스 (Chirostenotes)
- 키티파티 (Citipati)
- 타니콜라그레우스 (Tanycolagreus)
- 타르보사우루스 (Tarbosaurus)
- 테라토포네우스 (Teratophoneus)
- 테리지노사우루스 (Therizinosaurus)
- 토르보사우루스 (Torvosaurus)
- 트로오돈 (Troodon) - 최근 학명 말소
- 티라노사우루스 (Tyrannosaurus) - 대표적인 티라노사우루스과 수각류
- 티라노티탄 (Tyrannotitan)
- 파르비쿠르소르 (Parvicursor)
- 팔카리우스 (Falcarius)
- 피로랍토르 (pyroraptor)
- 피아트니츠키사우루스(Piatnitzkysaurus)
- 프로케라토사우루스 (Proceratosaurus)
- 프로테로티란누스 (Proterotyrannus)
- 하그리푸스 (Hagryphus)
- 하르피미무스 (Harpymimus)
- 헤레라사우루스 (Herrerasaurus)
- 후쿠이랍토르 (Fukuiraptor) - 일본의 수각류

### 용각아목(Sauropodomorpha)
- 기라파티탄,브라키오사우루스 브란카이
- 마멘키사우루스 ( mamenchisaurus ) - 지상에서 가장 목이 긴 공룡

- 브라키오사우루스 ( brachiosaurus ) - 앞다리가 뒷다리보다 긴 유일한 공룡
- 플라테오사우루스 ( plateosaurus )

- 디플로도쿠스 ( diplodocus )

- 아파토사우루스 ( apatosaurus )

- 살타사우루스 ( saltasaurs )

- 암펠로사우루스 ( ampallosaurs )

- 티타노사우루스 ( titanosaurs )

- 디플로도쿠스 할로룸,세이스모사우루스 ( diplodocus hallorum,saismosaurs )

- 슈노사우루스 ( shunosaurus )

- 오메이사우루스 ( omeisaurus )

- 카마라사우루스 ( camarasaurus )

- 아마르가사우루스 ( amargasaurus )

- 아르헨티노사우루스 - 2번째로 큰 공룡으로 추정

- 푸탈롱코사우루스 - 후탈롱코사우루스라고도 불리며 제일 큰 공룡으로 추정

- 누로사우루스

- 브론토사우루스

- 파타고사우루스

- 알라모사우루스

- 케티오사우루스

- 푸에르타사우루스

- 울트라사우루스

- 수페르사우루스

- 바로사우루스

- 사르미엔토사우루스

- 사바나사우루스

- 로실라사우루스

- 부경고사우루스

- 멜라노로사우루스

- 안테토니트루스

- 불카노돈

- 스피노포로사우루스

- 바라파사우루스

- 조바리아

- 하플로칸토사우루스

- 레바키사우루스

- 리마이사우루스

- 니게르사우루스

- 디크라에오사우루스

- 리오자사우루스

- 디크레오사우루스

- 우나이사우루스

- 에우크네메사우루스

- 루펜고사우루스

- 이그나부사우루스

- 콜로라디사우루스

- 글라키알리사우루스

## 조반류

### 장순아목(Thyreophora)
- 스테고사우루스 (Stegosaurus)

- 안킬로사우루스 (Ankylosaurus) - 가장 거대한 갑옷공룡

- 투오지앙고사우루스 (Tuojiangosaurus )

- 사이카니아 ( saicanear )

- 유오플로케팔루스 ( euoplocephalus )

- 켄트로사우루스 ( cantrosaurs )

- 에드몬토니아 ( admontonia )

- 충킹고사우루스 (Chungkingosaurus)

- 다켄트루루스 (Dacentrurus)

- 렉소비사우루스 (Lexovisaurus)

- 우에르호사우루스 (Wuerhosaurus)

- 치아링고사우루스 (Chialingosaurus)

- 후양고사우루스 (Huayangosaurus)

- 기간트스피노사우루스 (Gigantspinosaurus)

- 미라가이아 (Miragaia)

- 헤스페로사우루스 (Hesperosaurus)
- 노도사우루스 (Nodosaurus)

### 각각아목(Cerapoda)
- 켄트로사우루스 (Centrosaurus)

- 트리케라톱스 (Triceratops)

- 안키케라톱스 ( anciceratops )

- 카스모사우루스 ( casmosaurs )